# Олимпијада
Олимпијада (грч. Ὀλυμπιάς []) је у античкој Грчкој била период од четири године између двају Олимпијских игара. Прва олимпијада је трајала од 776. п. н. е. до 772. п. н. е. Данас се често израз „олимпијада“ погрешно користи за Олимпијске игре.